# Clonaggio posizionale
Si definisce clonaggio posizionale una particolare tecnica genomica che permette di mappare un singolo gene in un qualsiasi genoma a partire da informazioni ben precise. Questa tecnica infatti per essere applicata deve basarsi su particolari mappe quali la mappa genetica (che misura la distanza dei geni in Centimorgan), la mappa citologica (che studia il bandeggio cromosomico) e la mappa fisica (che misura la distanza tra i geni in pb) e soprattutto è fondamentale la correlazione tra la mappa genetica e quella fisica.
Per mappare e isolare un gene tramite clonaggio posizionale bisogna mappare cloni del gene in studio sulla mappa fisica in modo da ridurre il campo di ricerca su un singolo loco del cromosoma e successivamente attraverso "salti" o "cammini" cromosomici mappare definitivamente il gene. Tuttavia per compiere questi "salti" bisogna avere dei marcatori o "punti fissi" che permettano di avere dei punti di riferimento all' interno delle lunghissime catene nucleotidiche. 
Tra questi conosciamo i SNP (single-nucleotide polymorfism) e gli RFLP (polimorfismi di lunghezza dei frammente di restrizione ovvero mutazioni che causano variazioni nella lunghezza di frammentei di DNA prodotti mediante la digestione con enzimi di restrizione). Le maggiori procedure utilizzate per mappare un gene tramite clonaggio posizionale utilizzano la reazione a catena della polimerasi (PCR) per ampliare il genoma, il southern blot per collegare le sequenze in studio sui cloni della corrispettiva mappa fisica e infine l'ibridazione in situ per localizzare il gene nel genoma.